# يوجين كلارك
يوجين كلارك (بالإنجليزية: Eugene Clark)‏ هو لاعب كرة القدم الكندية وممثل أمريكي، ولد في 3 ديسمبر 1951 في الولايات المتحدة.

## أعمال

### أفلام
- (2005) أرض الموتى[2]

## وصلات خارجية
- يوجين كلارك على موقع IMDb (الإنجليزية)
- يوجين كلارك على موقع ألو سيني (الفرنسية)
- يوجين كلارك على موقع أول موفي (الإنجليزية)
- يوجين كلارك على موقع قاعدة بيانات الفيلم (الإنجليزية)
- يوجين كلارك على موقع كينوبويسك (الروسية)